# Sticherus palmatus
Sticherus palmatus là một loài dương xỉ trong họ Gleicheniaceae. Loài này được W. Schaffn. ex E. Fourn. Copel. mô tả khoa học đầu tiên năm 1947.